# Rolfs
Rolfs est une localité de la commune de Kalix dans le comté de Norrbotten en Suède.
Sa population était de 1006 habitants en 2018.